# A magyar labdarúgó-válogatott 1954. május 23-i mérkőzése
A magyar labdarúgó-válogatott az 1954-es év harmadik mérkőzését Anglia ellen játszotta 1954. május 23-án. Ez volt a magyar labdarúgó-válogatott 306. mérkőzése.
Az angol válogatott az 1953. november 25-i mérkőzés után fél évvel később revánsot szeretett volna venni, és visszavágót szerveztek Budapesten. Sebes Gusztáv a magyar válogatott vb-felkészülésébe építette a találkozót. A mérkőzés hatalmas érdeklődést kapott, a magyar közönség várta, hogy hazai pályán is láthassa azt a diadalt amit előtte csak rádióban hallott vagy újságban olvasott. Az angolokon is nagy nyomás volt és ehhez mérten elszántan készültek a visszavágásra. Felforgatott ám még így is erős angol válogatottal érkeztek Magyarországra. Az angolok biztosak voltak abban, hogy a magyar csapat nem fog még egyszer olyan szintű játékot nyújtani, mint az angliai mérkőzésen.
A magyar csapat azonban talán még nagyobb fölényben játszott, és megérdemelten ütötte ki ellenfelét. „Az angolok egy hétre jöttek és 7-1-re mentek!”

## Keretek
megjegyzés: A táblázatokban szereplő adatok a mérkőzés előtti állapotnak megfelelőek.
A csapatok keretei.
| Magyarország                       | Magyarország     | Magyarország                     | Magyarország | Magyarország | Magyarország     | Magyarország                        |
| P.                                 | Név              | Születési idő és életkor         | Vál.         | Gól          | Klub             | Utolsó válogatottság                |
| ---------------------------------- | ---------------- | -------------------------------- | ------------ | ------------ | ---------------- | ----------------------------------- |
| K                                  | Grosics Gyula    | 1926. február 4. (28 évesen)     | 30           | 0            | Bp. Honvéd       | 1954. április 11-én Ausztria ellen. |
| K                                  | Gellér Sándor    | 1925. július 12. (28 évesen)     | 4            | 0            | Bp. Vörös Lobogó | 1953. november 25-én Anglia ellen.  |
| V                                  | Buzánszky Jenő   | 1925. május 4. (29 évesen)       | 22           | 0            | Dorogi Bányász   | 1954. április 11-én Ausztria ellen. |
| V                                  | Lóránt Gyula     | 1923. február 6. (31 évesen)     | 23           | 0            | Bp. Honvéd       | 1954. április 11-én Ausztria ellen. |
| V                                  | Kárpáti Béla     | 1929. szeptember 30. (24 évesen) | 1            | 0            | Győri Vasas      | 1953. október 11-én Ausztria ellen. |
| V                                  | Lantos Mihály    | 1928. szeptember 29. (25 évesen) | 29           | 1            | Bp. Vörös Lobogó | 1954. április 11-én Ausztria ellen. |
| KP                                 | Bozsik József    | 1925. november 28. (28 évesen)   | 47           | 4            | Bp. Honvéd       | 1954. április 11-én Ausztria ellen. |
| KP                                 | Zakariás József  | 1924. március 5. (30 évesen)     | 30           | 0            | Bp. Vörös Lobogó | 1954. április 11-én Ausztria ellen. |
| KP                                 | Kovács Imre      | 1921. november 26. (32 évesen)   | 8            | 0            | Bp. Vörös Lobogó | 1952. július 15-én Románia ellen.   |
| CS                                 | Tóth József      | 1929. május 16. (25 évesen)      | 1            | 0            | Csepeli Vasas    | 1953. október 4-én Bulgária ellen.  |
| CS                                 | Kocsis Sándor    | 1929. szeptember 21. (24 évesen) | 35           | 35           | Bp. Honvéd       | 1954. április 11-én Ausztria ellen. |
| CS                                 | Hidegkuti Nándor | 1922. március 3. (32 évesen)     | 35           | 25           | Bp. Vörös Lobogó | 1954. április 11-én Ausztria ellen. |
| CS                                 | Puskás Ferenc    | 1927. április 1. (27 évesen)     | 54           | 63           | Bp. Honvéd       | 1954. április 11-én Ausztria ellen. |
| CS                                 | Czibor Zoltán    | 1929. augusztus 23. (24 évesen)  | 25           | 6            | Bp. Honvéd       | 1954. április 11-én Ausztria ellen. |
| CS                                 | Sándor Károly    | 1928. november 26. (25 évesen)   | 10           | 2            | Bp. Vörös Lobogó | 1954. február 12-én Egyiptom ellen. |
| CS                                 | Palotás Péter    | 1929. június 27. (24 évesen)     | 16           | 9            | Bp. Vörös Lobogó | 1954. április 11-én Ausztria ellen. |
| CS                                 | Tóth Mihály      | 1926. szeptember 24. (27 évesen) | 3            | 1            | Bp. Dózsa        | 1953. október 11-én Ausztria ellen. |
| Szövetségi kapitány: Sebes Gusztáv |                  |                                  |              |              |                  |                                     |

| Anglia                                   | Anglia          | Anglia                           | Anglia | Anglia | Anglia              | Anglia                                 |
| P.                                       | Név             | Születési idő és életkor         | Vál.   | Gól    | Klub                | Utolsó válogatottság                   |
| ---------------------------------------- | --------------- | -------------------------------- | ------ | ------ | ------------------- | -------------------------------------- |
| K                                        | Gil Merrick     | 1922. január 26. (32 évesen)     | 19     | 0      | Birmingham City     | 1954. április 16-án Jugoszlávia ellen. |
| K                                        | Ted Burgin      | 1927. április 29. (27 évesen)    | 0      | 0      | Sheffield United    | –                                      |
| V                                        | Ron Staniforth  | 1924. április 13. (30 évesen)    |        |        | Huddersfield Town   | 1954. április 16-án Jugoszlávia ellen. |
| V                                        | Roger Byrne     | 1929. szeptember 8. (24 évesen)  |        | 0      | Manchester United   | 1954. április 16-án Jugoszlávia ellen. |
| V                                        | Billy Wright    | 1924. február 6. (30 évesen)     |        |        | Wolverhampton       | 1954. április 16-án Jugoszlávia ellen. |
| V                                        | Jack Mansell    | 1927. augusztus 22. (26 évesen)  | 0      | 0      | Portsmouth          | –                                      |
| KP                                       | Syd Owen        | 1922. szeptember 29. (31 évesen) |        | 0      | Luton Town          | 1954. április 16-án Jugoszlávia ellen. |
| KP                                       | Jimmy Dickinson | 1925. április 25. (29 évesen)    |        | 0      | Portsmouth          | 1954. április 16-án Jugoszlávia ellen. |
| KP                                       | Ken Armstrong   | 1924. június 3. (29 évesen)      | 0      | 0      | Chelsea             | –                                      |
| CS                                       | Peter Harris    | 1925. december 19. (28 évesen)   |        |        | Portsmouth          |                                        |
| CS                                       | Jackie Sewell   | 1927. január 24. (27 évesen)     |        |        | Sheffield Wednesday |                                        |
| CS                                       | Bedford Jezzard | 1927. október 19. (26 évesen)    |        | 0      | Fulham FC           |                                        |
| CS                                       | Ivor Broadis    | 1922. december 18. (31 évesen)   | 10     | 5      | Newcastle United    | 1954. április 16-án Jugoszlávia ellen. |
| CS                                       | Tom Finney      | 1922. április 5. (32 évesen)     |        |        | Preston North End   | 1954. április 16-án Jugoszlávia ellen. |
| CS                                       | Johnny Haynes   | 1934. október 17. (19 évesen)    |        |        | Fulham FC           |                                        |
| CS                                       | Jimmy Mullen    | 1923. január 6. (31 évesen)      |        |        | Wolverhampton       | 1954. április 16-án Jugoszlávia ellen. |
| Szövetségi kapitány: Walter Winterbottom |                 |                                  |        |        |                     |                                        |

## Az összeállítások
| 1954. május 23. 17:30 |

| Magyarország                                                   | 7–1               | Anglia      |
| -------------------------------------------------------------- | ----------------- | ----------- |
| Lantos 8' Puskás 21' 73' Kocsis 31' 56' Tóth 60' Hidegkuti 62' | (3–0) Jegyzőkönyv | Broadis 68' |

| Népstadion, Budapest Nézőszám: 92 000 Játékvezető: Giorgio Bernardi (olasz) Asszisztensek: Riccardo Pieri, Renzo Massai (olaszok) |

| Magyarország: |    |                  |  |     |
|               |    |                  |  |     |
| GK            | 1  | Grosics Gyula    |  | 77' |
| RB            | 2  | Buzánszky Jenő   |  |     |
| LB            | 3  | Lantos Mihály    |  |     |
| DM            | 4  | Bozsik József    |  |     |
| CB            | 5  | Lóránt Gyula     |  |     |
| CB            | 6  | Zakariás József  |  |     |
| RW            | 7  | Tóth József      |  |     |
| FW            | 8  | Kocsis Sándor    |  |     |
| AM            | 9  | Hidegkuti Nándor |  |     |
| FW            | 10 | Puskás Ferenc    |  |     |
| LW            | 11 | Czibor Zoltán    |  |     |
| Cserék:       |    |                  |  |     |
| GK            |    | Gellér Sándor    |  | 77' |
| Edző:         |    |                  |  |     |
| Sebes Gusztáv |    |                  |  |     |

| Anglia:             |    |                 |
|                     |    |                 |
| GK                  | 1  | Gil Merrick     |
| RB                  | 2  | Ron Staniforth  |
| LB                  | 3  | Roger Byrne     |
| RH                  | 4  | Billy Wright    |
| CB                  | 5  | Syd Owen        |
| LH                  | 6  | Jimmy Dickinson |
| RW                  | 7  | Peter Harris    |
| IR                  | 8  | Jackie Sewell   |
| CF                  | 9  | Bedford Jezzard |
| IL                  | 10 | Ivor Broadis    |
| LW                  | 11 | Tom Finney      |
| Edző:               |    |                 |
| Walter Winterbottom |    |                 |

|  |

## Lásd még
- A magyar labdarúgó-válogatott 1953. november 25-i mérkőzése